# Caulinia prorepens
Caulinia prorepens là một loài thực vật có hoa trong họ Hydrocharitaceae. Loài này được (F. Muell.) Kuntze mô tả khoa học đầu tiên năm 1891.